# 松本大 (声優)
松本 大（まつもと だい、1959年6月1日 - ）は、日本の俳優、声優、ナレーター、講師。東京都出身。東京俳優生活協同組合所属。

## 経歴
1984年にシェイクスピア・シアター養成所を経て、1991年から東京俳優生活協同組合に所属している。

## 人物
声域はローバリトン。
特技は卓球。免許・資格は中型自動車免許、普通自動二輪車免許。
アプトプロ、INSPION AGENCYで講師としても活動している。また自身でも定期的に都内で声優教室を開いており、その専用ツイッターアカウントも主に自身が更新し、教室の内容以外にも声優業界の現状を投稿している。

## 出演
太字はメインキャラクター。

### テレビアニメ
1994年
- 機動武闘伝Gガンダム（アンドレ、カルメラ、兵士B、隊員B、係員B）
- ドラえもん（テレビ朝日版第1期）

1995年
- 怪盗セイント・テール（菅）

1996年
- ガンバリスト!駿（新堂雄一）
- 機動新世紀ガンダムX（マイルズ・グッドマン）
- クレヨンしんちゃん（1996年 - 2016年、千面水妖鬼、警備主任）
- 逮捕しちゃうぞ（1996年 - 2001年、ドライバーA、メーカーの人、親方、犯人〈大〉） - 2シリーズ
- バーチャファイター（研究員）
- B'T-X（兵士3）
- 名探偵コナン（1996年 - 2023年、梅宮淳司、大門良朗、平井高也、斉藤刑事、宮崎刑事、永井修平、辛島義純、荻久保竜次、蜂谷尊 他）

1997年
- 中華一番!（客C）
- 超魔神英雄伝ワタル（1997年 - 1998年、番長、化物、村人）
- フォーチュン・クエストL（子分A）
- 勇者王ガオガイガー（ボンバー死神）

1998年
- ガサラキ（官僚）
- それいけ!アンパンマン（セメントくん）
- ブレンパワード（研究員B、ガードマン、士官）
- LEGEND OF BASARA（サーボ）

1999年
- ゴクドーくん漫遊記（猪八戒、雑貨屋主人、隊長）
- 週刊ストーリーランド（桃太郎）
- ∀ガンダム（エイムズ、ダイスケ艦長、作業兵A、ミリシャ兵2、監視兵）
- Blue Gender（キース・ビーン）

2000年
- アルジェントソーマ（指揮官）
- 機巧奇傳ヒヲウ戦記（黒鍬その2）
- 幻想魔伝 最遊記（妖怪、高僧、配達のおじさん、独角兕、僧正、ナレーション、天上人）
- THE ビッグオー（男）
- 装甲救助部隊レストル（副キャプテン）
- タイムボカン2000 怪盗きらめきマン（チーフ助監督）

2001年
- ガイスターズ FRACTIONS OF THE EARTH（レオン・ウィルトス、クーマ）
- グラップラー刃牙（ロブ・ロビンソン 他）
- サイボーグ009 THE CYBORG SOLDIER（2001年 - 2002年、副長、時の監視員B）
- The Soul Taker 〜魂狩〜（ヘンリー）
- スクライド（隊員、カールネン、英樹、バッチョ西島、老人、公安）
- Z.O.E Dolores, i（LEV隊隊長）
- パラッパラッパー（ロバーツ署長）
- フィギュア17 つばさ&ヒカル（翔の父親）
- PROJECT ARMS（後藤）
- RAVE（ゴウ・ロックウェル、捜査官）

2002年
- アクエリアンエイジ Sign for Evolution（レポーターA）
- 犬夜叉（父、庄屋、出雲）
- 王ドロボウJING
- OVERMANキングゲイナー
- キディ・グレイド（カーボ、運転手）
- キン肉マンII世（ダズル）
- 天使な小生意気（3年男子）
- 東京アンダーグラウンド（男）
- ふぉうちゅんドッグす（レオン）
- フルメタル・パニック!（情報部員、潜航士官、テロリストA、マーシー・タケナカ 他）
- ペコラ（バナードさん、ボンゴさん）
- 炎の蜃気楼（遠山康英）
- ラーゼフォン（ドニー・ウォン、公安A、オペレーターB、部下A）
- 陸上防衛隊まおちゃん（観測隊員、官房長官）

2003年
- R.O.D -THE TV-（2003年 - 2004年、スタッフB、上司）
- 明日のナージャ（乗客の男、探偵協会の男）
- キノの旅 -the Beautiful World-（ポーター機械）
- クロノクルセイド（指揮官、ジャック・ギリアム牧師）
- 住めば都のコスモス荘 すっとこ大戦ドッコイダー（ウッドペック）
- D・N・ANGEL（加瀬田）
- ロックマンエグゼ シリーズ（2003年 - 2005年、ビーストマン、岬悟郎） - 2シリーズ

2004年
- SDガンダムフォース（デストロイヤードム、パトロールGM）
- 陰陽大戦記（赤銅のミソヒト）
- GIRLSブラボー first season（男性3）
- 学園アリス（神野先生、五月小校長）
- 北へ。〜Diamond Dust Drops〜（温子の父、モンスター、柳庵店主）
- 機動戦士ガンダムSEED DESTINY（ウナト・エマ・セイラン）
- 絢爛舞踏祭 ザ・マーズ・デイブレイク（アボット）
- この醜くも美しい世界（西野一丁）
- 砂ぼうず（蛙一家、部下たち、江戸川組、宝探しの仲間、部下、商人）
- tactics（小石川）
- NARUTO（サスケ父 / うちはフガク〈初代〉）
- 爆裂天使（医者、RAPT指揮官、男子アナ）
- 遙かなる時空の中で-八葉抄-（安倍晴明）
- 火の鳥（村人、兵士）

2005年
- かみちゅ!（レコードの神、戦艦大和）
- かりん（ヘンリー・マーカー）
- 強殖装甲ガイバー（シン・ルベオ・アムニカルス）
- 銀牙伝説WEED（闘兵衛）
- これが私の御主人様（沢渡父）
- 地獄少女（涼子の父親）
- スターシップ・オペレーターズ（デュール・エルロイ提督）
- はっぴぃセブン 〜ざ・テレビまんが〜（魔被鬼）
- ブラック・ジャック（スリ、岸田）
- BLEACH（金彦、裏挺隊 紅、執行人）
- MAJOR 1st season（村上監督）
- MÄR-メルヘヴン-（2005年 - 2007年、ハロウィン、ルーガ、門番ピエロ、ヴァローナ、村人、兵士）

2006年
- イノセント・ヴィーナス（登戸孝一郎）
- おとぎ銃士 赤ずきん（校長先生）
- 金色のコルダ〜primo passo〜（校長）
- 銀魂（2006年 - 2009年、鬼獅子、松田）
- 彩雲国物語（黒燿世）
- ちょこッとSister（お魚屋さんの親父）
- パンプキン・シザーズ（ヴォルマルフ）

2007年
- Venus Versus Virus（ヴァイアラス）
- 怪物王女（ファラオ）
- 風のスティグマ（風巻流也）
- きらりん☆レボリューション（シャルル・ラガー）
- GR-GIANT ROBO-（吉松幸造）
- 獣装機攻ダンクーガノヴァ（ジョー・C）
- 神曲奏界ポリフォニカ（ピタル）
- Devil May Cry（マフィア）
- MOONLIGHT MILE 1stシーズン -Lift off-（スコット）
- ムシウタ（高世雷?）
- 流星のロックマン トライブ（2007年 - 2008年、ハイド）

2008年
- 狼と香辛料（2008年 - 2009年、初老の男、追手、物乞い） - 2シリーズ
- カイバ
- コードギアス 反逆のルルーシュR2（洪古、参謀、イレヴン、森、ユスク）
- ゴルゴ13（陶哲昌、護衛）
- シゴフミ（教師）
- TYTANIA -タイタニア-（トスカーニ）
- ドルアーガの塔 シリーズ（2008年 - 2009年、メガネA） - 2シリーズ
- ミチコとハッチン（料理人）
- Mnemosyne-ムネモシュネの娘たち-（スーさん）
- ヤッターマン（直江兼続）
- 夜桜四重奏 〜ヨザクラカルテット〜（ジュンタの父、元老院）
- ライブオン CARDLIVER 翔（間狩刀山、三内剛三、ダイオードグー、全面否定ペンギン、上昇気龍、オーシャンショウウオ）

2009年
- ジャングル大帝 -勇気が未来をかえる-（ハンター）
- チェブラーシカ あれれ?（レフチャンドル）
- NEEDLESS（ダーツ）
- 鋼の錬金術師 FULLMETAL ALCHEMIST（ナンバー48兄）
- はじめの一歩 New Challenger（世界戦レフェリー）
- はっけん たいけん だいすき!しまじろう（2009年 - 2014年、ゾウのおじさん、イモ仙人） - 3シリーズ
- VIPER'S CREED（ギレス）
- Phantom 〜Requiem for the Phantom〜（バーク）
- ポケットモンスター ダイヤモンド&パール（親方）
- RIDEBACK -ライドバック-（指揮官）

2010年
- ソ・ラ・ノ・ヲ・ト（ミケーレ）
- ドラえもん（テレビ朝日版第2期）（2010年 - 2025年、牢の警備員、店員、応援師範、ヤマゴン、商人）
- パンティ&ストッキングwithガーターベルト（ミック）

2011年
- THE IDOLM@STER（渋澤記者）
- ダンタリアンの書架（フィエロン）
- 忍たま乱太郎（ホウキタケ忍者、財産をなくした男、奉公人）
- 爆丸バトルブローラーズ ガンダリアンインベーダーズ（コンテスター、コアデム）
- 魔法少女まどか☆マギカ（数学教師）
- 未来日記（医師）

2012年
- 機動戦士ガンダムAGE（ファルク・オクラムド）
- GON -ゴン-（タックルキング）
- NARUTO -ナルト- 疾風伝（無梨甚八）
- ヨルムンガンド（バルドラ〈ドラガン・ニコラヴィッチ〉）
- ラストエグザイル-銀翼のファム-（新ラサス艦長）

2013年
- COPPELION（谷崎平次、川端満男）
- ダイヤのA（佐野先生）
- 魔界王子 devils and realist（スワロー父）

2014年
- それでも世界は美しい（将軍）
- ディスク・ウォーズ:アベンジャーズ（ドクター・オクトパス）
- テラフォーマーズ（興行マネージャー）
- 魔弾の王と戦姫（フェリックス＝アーロン＝テナルディエ）
- Re:␣ ハマトラ（ウィンド）

2015年
- Classroom☆Crisis（常務）
- Charlotte（柚咲の父）
- 城下町のダンデライオン（櫻田総一郎）
- VENUS PROJECT -CLIMAX-（解説）

2016年
- パズドラクロス（ローガン）
- ラクエンロジック（オルロフ）

2017年
- アイドル事変（伊藤）

2018年
- されど罪人は竜と踊る（ドーチェッタ）
- バキ（マネージャー）

2019年
- MIX（二階堂耕三）

2020年
- BORUTO-ボルト- NARUTO NEXT GENERATIONS（ベンガ）
- 八男って、それはないでしょう!（アルトゥル）
- おしりたんてい（2020年 - 2022年、みみだれざかちょくしん）

2021年
- バック・アロウ（デバッガー）
- ブラッククローバー（ラルフの父）
- 怪病医ラムネ（クロの父）

2022年
- 名探偵コナン 警察学校編 Wild Police Story（犯人）
- アキバ冥途戦争（刑事）

2024年
- 最弱テイマーはゴミ拾いの旅を始めました。（村長）

2025年
- キングダム（麻鉱）

### 劇場アニメ
1998年
- スプリガン（幹部B）
- ドラえもん のび太の南海大冒険（半漁人X）

2000年
- 風を見た少年
- 機動戦士ガンダム 特別版（クランプ）
- 機動戦士ガンダムII 哀・戦士編 特別版（クランプ）

2001年
- いのちの地球 ダイオキシンの夏（ヴィーロ）
- 劇場版 幻想魔伝 最遊記 Requiem 選ばれざる者への鎮魂歌（独角兕）

2002年
- ガイスターズ FRACTIONS OF THE EARTH（レオン・ウィルトス）
- 劇場版∀ガンダム（エイムズ）

2003年
- ラーゼフォン 多元変奏曲（公安A）

2004年
- スチームボーイ

2005年
- 機動戦士Ζガンダム A New Translation -星を継ぐ者-（マトッシュ）

2006年
- 劇場版 NARUTO -ナルト- 大興奮!みかづき島のアニマル騒動だってばよ（近衛兵）
- 劇場版BLEACH MEMORIES OF NOBODY（ジャイ）

2007年
- ベクシル 2077日本鎖国

2010年
- チェブラーシカ（レフ・チャンドル）
- 名探偵コナン 天空の難破船（テロリスト）

2011年
- スクライド オルタレイション TAO（英樹）

2012年
- 劇場版 魔法少女まどか☆マギカ [後編] 永遠の物語（数学教師）
- 放課後ミッドナイターズ（ベートーベン）

2013年
- 名探偵コナン 絶海の探偵（隊員）
- ルパン三世VS名探偵コナン THE MOVIE（警官隊）

2014年
- 名探偵コナン 異次元の狙撃手（警官）

2015年
- チェブラーシカ 動物園へ行く（レフ・チャンドル）
- 名探偵コナン 業火の向日葵（機長）

2019年
- コードギアス 復活のルルーシュ（副官）

### OVA
1997年
- 竜機伝承（隊長、ガント、帝国兵A）

1998年
- 沈黙の艦隊（ジャック・ターナー）

1999年
- 殻の中の小鳥（ラグエル・フォスター）
- メルティランサー The Animation（大下）

2000年
- ブラック・ジャック（医師）

2001年
- うさぎちゃんでCue!!（海坊主）
- Z.O.E 2167 IDOLO（技師）

2002年
- ゲートキーパーズ21（教師）
- 戦闘妖精雪風（記者）

2003年
- 遙かなる時空の中で2-白き龍の神子-（お付き2）

2004年
- テイルズ オブ ファンタジア THE ANIMATION（将軍B）
- Phantom -PHANTOM THE ANIMATION-
- 炎の蜃気楼〜みなぎわの反逆者〜（男A）

2005年
- GUNDAM EVOLVE../8 GAT-X105 STRIKE GUNDAM（地上兵）

2006年
- 機動戦士ガンダムSEED C.E.73 STARGAZER（連合兵士）
- 機動戦士ガンダム MS IGLOO（エーリッヒ・クリューガー）
- トップをねらえ2!（民生局次長）
- FREEDOM（ジャンク屋のオヤジ、ブルアース）

2007年
- 装甲騎兵ボトムズ ペールゼン・ファイルズ（マッカ、中隊長A、秘書官 他）

2008年
- やなせたかしメルヘン劇場 キラキラ（ガウ）

2010年
- 名探偵コナン KID in TRAP ISLAND（根津の部下）

2011年
- 装甲騎兵ボトムズ 孤影再び（ギルガメス兵士B）

2012年
- 嘘喰い（佐田国一輝）※単行本26巻の限定版に付属

2013年
- 機動戦士ガンダムAGE MEMORY OF EDEN（ファルク・オクラムド）

### Webアニメ
- 幕末機関説 いろはにほへと（2006年、帯刀新佐衛門、ビショップ）
- ホイッスル!（ボイスリメイク版）（2016年、桐原総一郎[18]）
- ケンガンアシュラ（2019年、夢野国博[19]）
- 天空侵犯（2021年、椎尾社）
- 範馬刃牙（2021年 - 2023年、レイ長官、川端達己） - 2シリーズ

### ゲーム
1996年
- 人造人間ハカイダー -ラスト・ジャッジメント-（ハカイダー）

1997年
- 機動戦士ガンダム外伝 THE BLUE DESTINY（連邦兵、ジオン兵）

1998年
- ダークメサイア（リロイ・イワノフ）
- トラップガンナー（ジョン・ビシャス）

2001年
- スタートレック:ボーグ（Dr.クイント）
- 百獣戦隊ガオレンジャー（ブルドーザーオルグ）

2002年
- GROOVE ADVENTURE RAVE 〜未完の秘石〜（オウガ）
- GROOVE ADVENTURE RAVE ファイティングライブ（ゴウ）
- GROOVE ADVENTURE RAVE 光と闇の大決戦2（オウガ）

2003年
- 殻の中の小鳥 ※DVDPG版（ラグエル・フォスター）
- バテン・カイトス 終わらない翼と失われた海（ジャコモ）
- ラーゼフォン 蒼穹幻想曲（ドニー・ウォン）

2004年
- カオスブレイカー
- Halo 2（アービター）
- michigan（ドクター・オコーナー、セバスチャン・ボック）

2005年
- アーマード・コア ラストレイヴン（ウォーンタン・バスカー）
- 機動戦士ガンダム 一年戦争（クランプ、オルテガ）
- 喧嘩番長（本山慶三、石田哲平、千葉良夫）
- ドラゴンボールZ Sparking!（ミスター・ポポ）
- ドラゴンボールZ3（ミスター・ポポ）
- Myst V: End of Ages（エッシャー）
- メルヘヴン ÄRM FIGHT DREAM（ハロウィン）
- ラジアータ ストーリーズ（レナード・フォード）
- ロマンシング サガ -ミンストレルソング-（ガラハド）

2006年
- ヴァルキリープロファイル2（エーレン、カノン、ギルム、ジェラルド、ヘイムダル、ミトラ）
- 学園アリス 〜きらきら★メモリーキッス〜（神野先生）
- 機動戦士ガンダム Target in Sight（ジオン軍士官）

2007年
- 悪魔城ドラキュラ Xクロニクル（シャフト）
- SDガンダム GGENERATION（2007年 - 2025年、クランプ、オルテガ〈WORLD - 〉、エーリッヒ・クリューガー、エイムズ、ダイスケ、エイブラム・ラムザット〈SPIRITS〉 他） - 7作品
- ガンダム無双（オルテガ）
- デストロイ オール ヒューマンズ!（MIBその2、パワードスーツ、空軍の将軍）
- Halo 3（アービター）
- むちむちポーク!（サーロイン少佐）

2008年
- ガンダム無双2（オルテガ）
- Halo 3（アービター）

2009年
- アンチャーテッド 黄金刀と消えた船団
- ジャック×ダクスター 〜エルフとイタチの大冒険〜（クラウト）
- ダテにガメついわけじゃねェ! 〜ダンジョンメーカー ガールズタイプ〜（グレン）
- Halo 3 プラチナコレクション（アービター）
- テイルズ オブ グレイセス（小隊長）

2010年
- ガンダム無双3（オルテガ）
- テイルズ オブ グレイセス エフ（研究者）

2011年
- 神なる君と（坂神庄左エ門頼仁）
- テイルズ オブ エクシリア

2012年
- 機動戦士ガンダム 木馬の軌跡（オルテガ）
- 機動戦士ガンダム オンライン（オルテガ、クランプ）
- DUNAMIS15
- ルートダブル -Before Crime * After Days-（Qの幹部）

2013年
- 英雄伝説 零の軌跡 Evolution（ガンツ）
- X・A・O・C 〜ザオック〜（漠奔族・大男）
- 解放少女 SIN（堀越登）
- 真・ガンダム無双（オルテガ）
- STEINS;GATE 線形拘束のフェノグラム
- ティアーズ・トゥ・ティアラII 覇王の末裔（ゴリアテ）
- マブラヴ オルタネイティヴ トータル・イクリプス（ジョージ・プレストン准将）

2014年
- 第3次スーパーロボット大戦Z 時獄篇 / 天獄篇（2014年 - 2015年） - 2作品

2015年
- イグジストアーカイヴ -The Other Side of the Sky-
- ファイアーエムブレムif（フウガ）
- LORD of VERMILION（嘆きの竜皇）

2016年
- 誰ガ為のアルケミスト（ジーク）

2021年
- 白猫プロジェクト（スキピオ)
- テイルズ オブ アライズ（ブレゴン）

2022年
- 鋼の錬金術師 MOBILE（スライサー / ナンバー48〈兄〉）
- スターオーシャン6 THE DIVINE FORCE（ラウル・ローレンス）

2023年
- 信長の野望 出陣（稲葉一鉄、黒田長政）
- ファイアーエムブレム ヒーローズ（フウガ）

### ドラマCD
- アークザラッドII 炎のエルク（空港責任者）
- Weiß kreuz Glühen II Theater Of Pain（マルソー・二階堂）
- ヴァンパイア騎士（教師）
- 殻の中の小鳥（ラグエル・フォスター）
- かりん ドラマアルバム（ヘンリー・マーカー）
- クロノクルセイド オリジナルドラマSPIRIT（警部の部下）
- 幻想魔伝 最遊記（独角兕）
- この醜くも美しい世界（西野一丁）
- 彩雲国物語 恋愛指南争奪戦!（黒燿世）
- 獣装機攻ダンクーガノヴァ EXTRA MISSION 1 「あの時の月面決戦」（ジョー・C）
- 詩を聴かせて（千鶴の父親）
- スターオーシャン セカンドストーリー（ザフィケル）
- スターオーシャンセカンドストーリー vol.3 約束の小さな瞳（兵士3）
- 千の風になって 〜ウパシとレイラの物語〜（父）
- 大封神伝（太公望）
- 太陽の勇者ファイバード ユリちゃんに愛の花束を…（鬼の船頭）
- チェブラーシカ（レフチャンドル[25]）
- 伝説探偵団 〜都市伝説サウンドホラー〜 第4巻
- ダテにガメついワケじゃねェ!「ヒューゴのイケないパーティ 〜金にならない財産〜」（グレン）※予約特典ドラマCD
- 遙かなる時空の中で2（従者）
- 百獣戦隊ガオレンジャー ガオアクセスCD（雪ダルマオルグ）
- 新世紀GPXサイバーフォーミュラ SAGAII ROUND1 真実の一瞬（ベック・ハンセン）
- レジェンド・オブ・クリスタニア 〜始まりの冒険者たち〜 CDシネマスペシャル（暗黒騎士）

### BLCD
- YELLOW（組長）
- 英国妖異譚 囚われの一角獣（領主）
- コルセーア（アルドレア）
- ご主人様はヤバい奴2（尹慶柏）
- 同級生 恋愛専科2（陸上部顧問）
- 遥山の恋（戸田、野次馬B、武者C）
- 封殺鬼VII 〜修羅の降る刻〜（行恵）

### ラジオドラマ
- NHK FMシアター「キャパになれなかったカメラマン〜ベトナム戦争の語り部たち」（2010年） - 警官
- フルメタル・パニック! 踊るベリー・メリー・クリスマス（2017年） - マーシー・タケナカ

### 吹き替え

#### 担当俳優
C・トーマス・ハウエル
- アパランチ・インフェルノ（ジャック）
- シークレット・オブ・アメリカ（トム）
- 24 -TWENTY FOUR- シーズン5（バリー・ランデス）

#### 映画
- 赤い標的 THE BREAK UP（ジョージ〈マイク・ハガティ〉）
- アウト・オブ・サイト（ハイミー〈ジェームズ・ブラック〉、ヒジュラ・ヘンリー〈サミュエル・L・ジャクソン〉）
- アステロイド/最終衝撃（マックス〈ブライアン・ヒル〉）※DVD・ビデオ版
- アタック・ナンバーハーフ（ノン〈ジョージョー・マイオークチィ〉）
- 新しい人生のはじめかた（ブライアン〈ジェームズ・ブローリン〉）
- アトミック・トレイン ※ソフト版
- アニー2（船のボーイ〈デヴィッド・プレン〉）
- アンカーウーマン（ネッド〈グレン・プラマー〉）
- アポロ13（着陸船担当者〈ウェイン・デュヴァル〉）※ソフト版
- アリスステーション（ベインズ大尉〈ダグラス・ストゥープ〉）
- 犬いなる遺産（ベイジル〈パクストン・ホワイトヘッド〉）
- いのちの戦場 -アルジェリア1959-（ドニャック軍曹〈アルベール・デュポンテル〉）
- インヴィンシブル/栄光へのタッチダウン
- インターン（ポール〈ベン・プーレン〉）
- ウィンドフォール（ベネット〈ジェフ・コーバー〉）
- ヴァーチャル・シャドー 幻影特攻（プレスマン）
- エア・リベンジャー 撃墜（ホーク〈マイケル・W・ミッチェル〉）
- エグゼクティブ・エクスプレス（ジェニングス〈アーニー・ハドソン・Jr.〉）
- エクソシスト ビギニング（グランヴィル少佐〈ジュリアン・ワダム〉）
- X-MEN:ファイナル ディシジョン（トラスク局長〈ビル・デューク〉）※テレビ朝日版
- エディ&マーティンの逃走人生（スタン・ブロッカー（ノア・エメリッヒ）、パイク保安官〈ネッド・ヴォーン、R・リー・アーメイ〉）
- エンド・オブ・デイズ（修道士）※テレビ朝日版
- オクトパス（ソ連副長）
- 君のいた永遠（40代のホークァン〈タイリー・チェン〉）
- キラー・モンキーズ（ロン〈ブライアン・クランストン〉）
- キル・ブル 最強おバカ伝説（シド）
- キングピン/ストライクへの道（スキドマーク〈ロジャー・クレメンス〉）※VHS版
- クロウ 復讐の翼（ダットン〈ビル・マンディ〉）
- グッバイ・ジョー（ブレイザー〈レイモンド・デ・フェリッタ〉）
- クラッシュ・ザ・タンカー/流出危機（デニス・ケルソ〈マーク・メトカーフ〉）
- グラマー・エンジェル危機一発
- GO!フィギュア（レイノルズ〈ポール・キーマン〉）
- 氷の接吻
- コナン&レッドソニア（ガークリ〈マイケル・ベイリー・スミス〉）
- コナン ラスト・ウォリアーズ（骸骨〈A・C・クアート・ハドシュ〉）
- コン・エアー（麻薬取締官ウィリー・シムズ〈ホセ・ズニーガ〉）※DVD版
- コントロール（アーロ・ベナー博士〈スティーヴン・レイ〉）
- 最'愛'絶叫計画（ニッキー〈ジュダ・フリードランダー〉）
- 最後の恋のはじめ方
- ザ・シークレット・サービス
- ザ・フーリガン（ニック〈ニコラス・R・ベイリー〉）
- サラマンダー（エディ・スタックス〈デヴィッド・ケネディ（英語版）〉）
- ザ・ロック（エージェント、パイロット）※日本テレビ版
- 新・上海グランド（九叔警察署副署長〈周明汕〉）
- go（シン〈ジェームズ・デュヴァル〉）
- シークレット・アイズ 覗かれた殺意（ウィル〈アンドリュー・スティーヴンス〉）
- シャークアタック（警察署長〈クリス・オレイ〉）
- ジャン＝クロード・ヴァン・ダム ザ・コマンダー（ジョン・ボールドウィン大尉〈アラン・マッケンナ〉）
- シックスティーン（マイク〈ハイッコ・ドイッチェマン〉）
- シャーリー・ホームズの冒険（レイ・ウォン〈マイケル・アンダルツ〉）
- シャーロック・ホームズvsモンスター（ソープ・ホームズ〈ドミニク・キーティング〉）
- 新・ぼくはむく犬（インタビュアー、シェルドン）
- 侵略（ヴィックランド〈マイケル・タワー〉）
- 人狼村 史上最悪の田舎（カリスト〈カルロス・アレセス〉）
- 硝子のジェネレーション 香港少年激闘団（カン〈フランシス・ン〉）
- スティグマ 裂け目（スティーブ〈ブレナン・エリオット〉）
- スコーピオン・キング（ゾラック）※DVD版
- スタートレック ジェネレーションズ
- スタートレック 叛乱
- ストリートファイター（ヴェガ〈ジェイ・タヴァレ〉）※テレビ版
- スピード（エレベータの男1）※ソフト版
- スペースバンパイア ※2005年テレビ朝日版
- スカートの奥で（ジェフ〈サルバドール・マドリッド〉）
- スタートレック 叛乱（基地士官1 他）
- ダイ・ハード3（ガンサー〈ティモシー・アダムス〉）※ソフト版
- タイムコップ（ジョージ・スポタ〈スコット・ローレンス〉）※DVD・ビデオ版
- 脱獄者（スパズ〈マイケル・ベイツ〉）
- 007 消されたライセンス（倉庫の警備員2〈ジェフ・モルドヴァン〉）※TBS版
- ダンス・ウィズ・ウルブズ ※テレビ朝日版
- 小さな贈りもの（トラックの運転手〈ロドニー・ベネット〉）
- 追跡者（ヘンリー〈ジョニー・リー・ダベンペート〉）
- ディープ・シー20000（ケーブ〈アデウェール・アキニュエ＝アグバジェ〉）
- デッド・オア・アライブ 監獄の街（ハードウッド〈トッド・ゴードン〉）
- デスクロウ
- デスペラード（ターヴォ〈ティト・ラリヴァ〉）※テレビ版
- DENGEKI 電撃（副大統領〈クリストファー・ケネディー・ローフォード〉、警官）※DVD版
- どつかれてアンダルシア (仮)（司会者）
- トラフィック（ルイス・アヤラ〈スティーヴン・バウアー〉）
- 200本のたばこ（バーテンダー〈ベン・アフレック〉）
- ネバーエンディングストーリー 遥かなる冒険（リップ・ラウディ〈グレッグ・クレイマー〉）
- ネバーエンディング・ストーリー 第2章 ※テレビ朝日版
- ネバーエンディング・ストーリー3 ※テレビ朝日版
- ノーバディーズ・フール
- ノボケイン/局部麻酔の罠
- 花嫁のパパ2（父親2、チンピラ3〈ジョナサン・エマーソン〉）
- バタフライ・エフェクト3/最後の選択（ダン・グレン〈リンチ・R・トラヴィス〉）
- バニシング・ポイント（ヘルナルド〈フランク・ローマン〉）
- バッド・ガールズ ※テレビ朝日版
- バットマン ビギンズ（フィンチ検事長〈ラリー・ホールデン〉）※DVD・Blu-ray版
- バブル・ボーイ（ビッグフット〈マシュー・マッグローリー〉）
- バーバリアン/伝説の神剣（ジグリード〈アレクサンドル・ディアチェンコ〉）
- 判決前夜/ビフォア・アンド・アフター
- パンドラ・プロジェクト（マンソン〈ボー・ジャクソン〉）
- ビューティフル・ピープル
- ピースキーパー（ヘティンジャー〈クリストファー・ヘヤダール〉）
- 秘密処刑官（フォレスト〈D・B・ウッドサイド〉）
- 昼下りの情事（ミシェル〈ヴァン・ドード〉、マイケル）※DVD版
- ファイナル・デスティネーション（ビリー・ヒッチコック〈ショーン・ウィリアム・スコット〉）※テレビ版
- ファンタスティック・フォー ［超能力ユニット］（ジミー・オフーリハン〈ケヴィン・マクナルティ〉[26]）
- フィアー・フロム・デプス
- ファラオの首飾り（ハーワ博士〈リチャード・リンチ〉）
- ファイヤートラップ（リチャード〈ジョン・オハーリー〉）
- フェイク（ブービー〈ジェームズ・ルッソ〉）※ポニー版DVD・ビデオ
- プライベート・ライアン（スチームボート・ウィリー〈ジョアグ・スタドラー〉）※ソフト版
- ブラック・レイン ※テレビ版
- フル・モンティ
- プンサンケ（北朝鮮幹部）
- フラッグ・オブ・ソルジャーズ 勝利なき戦場（ギュンター・ブロイクナー陸軍少尉〈トーマス・ホン〉）
- ヘル・ドライブ（ジョー・ハンザード）
- ぼくとボビーの大逆転（リー牧師〈グレッグ・ワイズ〉）
- 保険調査員フランク25（スコット・バイオ〈本人〉）
- マシニスト
- マトリックス・リローデッド（エージェント・トンプソン、マラカイ、アジャックス、警備員）
- マルコヴィッチの穴（ドン〈レジー・ヘイズ〉）
- マディソン郡の橋
- マキシマム・ターゲット（アレックス〈ウェイン・デュヴァル〉）
- マイ・リトル・ガーデン（ボレク〈マイケル・バーン〉）
- ミス・ダイヤモンド（フランク）
- Mr．マーダー（マーティ〈スティーブン・ボールドウィン〉）
- メガ・パイソンVSギガント・ゲイター（ジャスティン〈ケアリー・ヴァン・ダイク〉）
- メガ・ピラニア（ディアス大佐〈デヴィッド・ラビオサ〉）
- メジャーリーグ3（ペドロ・セラノ〈デニス・ヘイスバート〉）
- メリンダとメリンダ（ホビー〈ウィル・フェレル〉）
- U-571（ギュンター・バスナー艦長〈トーマス・クレッチマン〉）
- U・ボート（第一当直士官〈フーベルトゥス・ベンクシュ〉）※DVD版
- 40歳の童貞男（ジェイ〈ロマニー・マルコ〉）
- ラストゲーム（ビッグタイム・ウィリー〈ロジャー・グーンヴァー・スミス〉）
- ラストサマー2（タイレル・マーティン〈メキ・ファイファー〉）※テレビ版
- ラッシュアワー（警官）
- リターンド・ソルジャー 正義執行人（ウラジミール〈クラウディウ・ブレオント〉）
- ロンメルズ・ゴールド（クレッチマー〈マックス・フォルケルト・マルテンス〉）
- ワイアット・アープ ※ソフト版
- ワイルドグリズリー（アール〈ブレンダン・オブライエン〉）
- ワイルド・スピード MEGA MAX（係員）
- 私は王である!（ファング〈キム・スロ〉）

#### ドラマ
- あなたにムチュー（ソール・ベックナー〈デビッド・エルジー〉）
- アンドロメダ（同盟軍リーダー・VX〈ケヴィン・デュランド〉）
- ER緊急救命室（マリク・マクグラス〈ディーザー・D〉）
- インテリジェンス #13（パルヴィス・シラジ〈トニー・アメンドーラ〉）
- NCIS 〜ネイビー犯罪捜査班 #9（ウォルシュ中佐〈リチャード・ブルックス〉）
- X-ファイル2016（トラッシュメン〈ティム・アームストロング〉）
- オーシャン・ガール（デイブ・ハートリー）
- オールイン 運命の愛（チョンジュン 他）
- GRIMM/グリム（モンロー〈サイラス・ウィアー・ミッチェル〉）
- 刑事ナッシュブリッジス（情報屋スチュワート、ラリー 他）
- THE FIRM ザ・ファーム 法律事務所（レイ・マクディーア〈カラム・キース・レニー〉）
- ザッツ・ライフ〜リディアの人生ゲーム〜（ルー・バッタフッコ〈ソニー・マリネリ〉）
- ザ・シールド ルール無用の警察バッジ（カーティス・“レモンヘッド〈レン〉”・レマンスキー〈ケネス・ジョンソン〉）
- 三国志演義（祖茂、張闓、韓浩、甘寧、王平）※NHK-BS2版
- CSI:科学捜査班シリーズ
  - シーズン5 #12（ヴィンセント・デカルロ〈チャド・ドネラ〉、ラファエル・サリナス〈ヤンシー・アリアス〉）
  - シーズン6 #7, #8（ダニーロ・ザメスカ〈A・マルティネス〉）
  - シーズン7 #5（コーディ・ホワイト〈ショーン・パトリック・フラナリー〉）
  - シーズン9 #19（ホイッテン弁護士〈ミゲル・フェラー〉）
  - シーズン13 #17, #18
- CSI:マイアミシリーズ
  - シーズン1 #18（エンリケ〈ドン・マクマナス〉）
  - シーズン2 #9（マシュー・ワーナー〈ジャック・グワルトニー〉）
  - シーズン2 #23（シェルドン・ホークス〈ヒル・ハーパー〉）
  - シーズン3 #19（ラッセル・エッジ〈マーク・デックリン〉）
  - シーズン4 #16（ビクター・テラサ〈アレックス・フェルナンデス〉）
  - シーズン7 #3（ニック・バーナム）
- CSI:ニューヨーク #15（囚人〈ジェフ・パライズ〉）
- 新スーパーマン（アサビ〈ショーン・タッブ〉）
- 推奴 〜チュノ〜（チョン・ジホ）
- スタートレック:ディープ・スペース・ナイン シーズン7 #8（ケリン〈ビル・マミー〉）
- スタートレック:ヴォイジャー（ディミトリ・ヴァルテーン 他）
- たどりつけばアラスカ（ゲイリー〈ゲイリー・テイラー〉）
- シークエスト2（マシュー〈ウィリアム・デヴリー〉）
- 新・アンタッチャブル（パディ・マルハーン〈クリストファー・ホロウェイ〉）
- TOUCH/タッチ
- デスパレートな妻たち シーズン2 #16（ボーマニス弁護士〈ブルース・ジャーチョー〉）
- 24 -TWENTY FOUR- シーズン2（レイモンド・オハラ〈ブライアン・グッドマン〉）
- ハイ・インシデント/警察ファイルJ（ランディ・ウィリッツ〈コール・ハウザー〉）
- ハリーズ・ロー 裏通り法律事務所
- 犯罪捜査官ネイビーファイル シーズン1〜2（ルーク・ペンドリー、フェルカー少尉、スローン、ブラッドリー 他）
- バンド・オブ・ブラザース（クリステンソン〈マイケル・ファスベンダー〉）
- ビバリーヒルズ青春白書 シーズン6（コリン〈ジェイソン・ワイルズ〉）
- THE BLACKLIST/ブラックリスト（カウボーイ〈ランス・レディック〉）
- 冒険野郎マクガイバー（カルロ〈ピーター・ヤンカー〉 他）
- マンハッタンに恋をして 〜キャリーの日記〜 シーズン2（エディ・ランダース / マギーの父）
- 名探偵モンク2（動物保護局職員）
- THE MENTALIST メンタリストの捜査ファイル4
- ロズウェル - 星の恋人たち（スティーブ）

#### アニメ
1990年代
- レンとスティンピー（1998年）
- ロッコーのモダンライフ（1998年、エド・ビッグヘッド 他）
- セーフティクィーンの出番だ！（1998年、ナレーション）
- うら返しくん（1998年、ナレーション）
- エディージョンソンの内側（1998年）

2000年代
- バットマン（2000年、めまい伯爵）
- シュレック2（2004年、三匹の子豚）
- ジャングル・ジョージ ザ・シリーズ（2007年、ゴリ）
- シュレック3（2007年、三匹の子豚）
- バットマン:ブレイブ&ボールド（2009年、ブラックマンタ）
- キック ザ・びっくりボーイ（2010年）
- シュレック フォーエバー（2010年、三匹の子豚）
- 勇者ソー 〜アスガルドの伝説〜（2012年、ホーガン）※ディズニーXD版
- サンダーバード ARE GO（2016年、ネッド・テッドフォード）
- シュレック 泥んこコレクション（2016年、三匹の子豚）
- シュレックの愉快なクリスマス（2016年、三匹の子豚）

### 特撮
1994年
- スーパー戦隊ワールド（帝王ダイダスの声）
- 忍者戦隊カクレンジャー（三神将の声）

1995年
- 重甲ビーファイター（ブラックドラゴンの声、ガンギブソンの声）※ガンギブソンは鳥居賞也の代役
- 人造人間ハカイダー（ハカイダーの声）
- 超力戦隊オーレンジャー（ボスの声）

1996年
- 超光戦士シャンゼリオン（ギンガーの声）

1997年
- ビーロボカブタック（コブランダーの声）
- ビーロボカブタック クリスマス大決戦!!（コブランダー）

1999年
- 救急戦隊ゴーゴーファイブ（ブローゲンの声）

2000年
- 未来戦隊タイムレンジャー（キースの声）

2001年
- 百獣戦隊ガオレンジャー（ブルドーザーオルグの声）

2003年
- 爆竜戦隊アバレンジャー（ハエマツの声）

2005年
- 幻星神ジャスティライザー（魔神ダルガ / 暗黒魔神クロガネの声）

2006年
- ウルトラマンメビウス

2007年
- 獣拳戦隊ゲキレンジャー（ポウオーテの声）

2009年
- 侍戦隊シンケンジャー（ドクロボウの声）

2011年
- 海賊戦隊ゴーカイジャー（オソガインの声）
- 仮面ライダーオーズ/OOO（ユニコーンヤミーの声）

2012年
- 宇宙刑事ギャバン THE MOVIE（ザン・バルドの声）

2016年
- 仮面ライダーエグゼイド（アランブラバグスターの声）

### テレビドラマ
- 嵐の中の愛のように（1993年、日本テレビ）
- 7人の女弁護士 第1シリーズ 第7話「日本舞踊・名門殺人 家元夫人は二度殺される」（2006年、テレビ朝日）

### 映画（実写）
- どろろ（2007年）

### ナレーション
- ニコロデオン（1998年 - 2006年、番宣ナレーションなど）
- おはよう世界（NHK-BS1）
- 人気者でいこう!（芸能人格付けチェックなどのナレーション）
- BShiプレミアム8「偉大なるミステリー作家たち」
- S.H.MonsterArts ゴジラ プロモーションムービー（ナレーター）
- ハッピーセットTVCM
- ワールドビジネスサテライト（テレビ東京系他）
- ネプリーグ（フジテレビ）
- 報道ステーション（テレビ朝日）
- 世界探訪!空港物語 WONDER AIRPORT やしま・ミチコの空辞苑（ナレーター）
- 世界一周 魅惑の鉄道紀行（BS-TBS）
- リンカーン（TBS）

### ボイスオーバー
- アナザーストーリーズ 運命の分岐点（NHK BSプレミアム）
- 科学のフロンティア 第15回（ダ・ヴィンチの声）
- ザ・プレミアム 井浦新 アジアハイウェイを行く（NHK-BSプレミアム）
- 所さんのニッポンの出番!（TBS）
- BS世界のドキュメンタリー（NHK-BS1）
- フランケンシュタインの誘惑 科学史 闇の事件簿（NHK-BSプレミアム、ジョージ・キーワース、ロバート・オッペンハイマーの声）
- 冒険への招待（NHK-BS1）

### CM
- 日清製粉グループ Tastes of Love カップヌードルCM FREEDOM（ジャンク屋の親父）

### 舞台
- 朗読劇 浅田次郎作「見知らぬ妻へ」（2015年 / 房子の夫、警察係長）

### その他コンテンツ
- 機動戦士ガンダム0079カードビルダー（クランプ）

### シリーズ一覧
1. ↑  第2シリーズ『AXESS』（2003年 - 2004年）、第3シリーズ『Stream』（2004年 - 2005年）
2. ↑  『SPIRITS』（2007年）、『WARS』（2009年）、『WORLD』『3D』（2011年）、『OVER WORLD』（2012年）、『GENESIS』（2016年）、『ETERNAL』（2025年）